# Íñigo Vélez de Guevara y Tassis
Íñigo Vélez de Guevara y Tassis (Salinillas de Buradón, Álava, 1566-Madrid, 31 de octubre de 1644), conde consorte de Oñate, fue un político y diplomático español.

## Biografía
Íñigo Vélez de Guevara era hijo de Pedro Vélez de Guevara, señor de Salinillas, y de Mariana de Tassis y Acuña, hija del Correo Mayor de España Raimundo de Tassis (ca. 1515-1579). Gracias a su matrimonio con su pariente Catalina Vélez de Guevara y Orbea, hija de Pedro Vélez de Guevara, IV conde de Oñate, se hizo con el título de V conde consorte de Oñate, puesto que el único hermano de su esposa, Ladrón Vélez de Guevara, había muerto en la batalla de la armada española contra la flota inglesa en Dover en 1588.
Íñigo Vélez de Guevara fue primer gentilhombre de la corte del rey Felipe III y estuvo a su servicio en las guerras de Flandes, donde fue hecho prisionero. Sirvió al rey en numerosas misiones diplomáticas, en la corte de Emmanuel de Saboya, en Hungría y, finalmente, en la corte del emperador Matías en Viena, a quien, dado que no tenía hijos, ayudó a asegurar la sucesión de la corona austríaca en la figura del archiduque Fernando, que sería posteriormente el emperador Fernando II.
Bajo el dominio del emperador Fernando II permaneció también en la corte en Viena como embajador de la Corona española. Tomó partido abiertamente contra Wallenstein, a cuya caída contribuyó decididamente. Asimismo, lideró a la diplomacia española en los contactos que llevaron a la firma del tratado de Oñate, que lleva su nombre, entre la rama austriaca y española de la Casa de Habsburgo.
En la corte española Vélez gozaba de una altísima consideración que hizo que se pensara en él como posible sucesor del duque de Lerma como valido de Felipe IV, a pesar de que el favorito del rey era Gaspar de Guzmán, conde-duque de Olivares, enemigo declarado de Vélez. Pero Vélez de Guevara exigió demasiadas concesiones para sí y para sus hijos, y esto tuvo como consecuencia que perdiera el favor real, hasta el punto de que tras la deposición de Olivares, se nombró en su lugar a Luis de Haro.[cita requerida]
Íñigo Vélez de Guevara murió en 1644 en Madrid. Ocupaba entonces la posición de consejero de estado y presidente del Consejo de Órdenes. Su hijo, Íñigo, quiso enterrarlo con grandes honores en la iglesia de San Felipe de Madrid, pero el rey lo encontró inadecuado, ya que hacía poco había fallecido su esposa la reina Isabel de Borbón (el 6 de octubre de 1644); por ello, ordenó que se eliminara la decoración fúnebre e impuso a Don Íñigo una multa de 4000 reales.

## Matrimonio y descendencia
Íñigo Vélez de Guevara se unió en matrimonio con su pariente Catalina Vélez de Guevara y tuvieron diez hijos:
1. Pedro Vélez de Guevara (m. 23 de febrero de 1658), VI conde de Oñate.[2] Murió en Milán tras una caída de un caballo.
2. Juan Vélez de Guevara, VII conde de Oñate.
3. Íñigo Vélez de Guevara, el mozo, III conde de Villamediana y VIII conde de Oñate.[2] Fue virrey de Nápoles desde 1648 a 1653 y Correo mayor general de España (1622-1658).
4. Felipe Manuel Vélez de Guevara, mando de las tropas reales, cayó en 1642 en Perpiñán. Casó con Ana Catalina de Guevara.
5. Beltrán Vélez de Guevara, I conde de Campo Real, I marqués de Campo Real, II conde de Escalante, II conde de Tahalú, virrey de Cerdeña.
6. Mariana, se casó con Pedro Pimentel y Manrique, III marqués de Viana.
7. Ana María. Casó con Bernardo de Silva Manrique II marqués de la Eliseda.
8. María, religiosa.
9. Catalina, religiosa.
10. Ángeles, religiosa.

| Predecesor: Juan de Chaves y Mendoza | Presidente del Consejo de Órdenes 1638 – 1644 | Sucesor: Antonio Dávila y Zúñiga |